# Australian Open 1985
Wielkoszlemowy turniej tenisowy Australian Open w 1985 roku rozegrano w Melbourne w dniach 25 listopada - 8 grudnia.

## Zwycięzcy

### Gra pojedyncza mężczyzn
- Stefan Edberg (SWE) - Mats Wilander (SWE) 6:4, 6:3, 6:3

### Gra pojedyncza kobiet
- Martina Navrátilová (TCH) - Chris Evert (USA) 6:2, 4:6, 6:2

### Gra podwójna mężczyzn
- Paul Annacone (USA)/Christo van Rensburg (RSA) - Mark Edmondson (AUS)/Kim Warwick (AUS) 3:6, 7:6, 6:4, 6:4

### Gra podwójna kobiet
- Martina Navrátilová (TCH)/Pam Shriver (USA) - Claudia Kohde-Kilsch (GER)/Helena Suková (TCH) 6:3, 6:4

### Gra mieszana
Nie rozegrano turnieju par mieszanych